# Sean O’Neill (Tischtennisspieler)

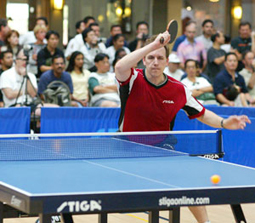
Sean O’Neill im Jahre 2004

Sean O’Neill (* 31. Juli 1967 in Toledo, Ohio) ist ein ehemaliger US-amerikanischer Tischtennisspieler und -trainer. Er nahm an den Olympischen Spielen 1988 und 1992 teil.

## Werdegang
Mit sieben Jahren begann Sean O’Neill mit dem Tischtennissport. Unter der Anleitung mehrerer internationaler Trainer entwickelte er sich im Laufe der Jahre zu einem der besten US-Tischtennisspieler.
Am erfolgreichsten war er bei Panamerikanischen Spielen, wo sie insgesamt acht Medaillen gewann: Zweimal Gold, fünfmal Silber und einmal Bronze. 1990 gewann er bei den Nordamerikanischen Meisterschaften, 1992 erreichte er das Endspiel im Doppel mit Jim Butler. Bei der Teilnahme an fünf Weltmeisterschaften kam er nie in die Nähe von Medaillenrängen.
Bei den Olympischen Spielen 1988 in Seoul trat er im Einzelwettbewerb an. Hier gewann er zwei Spiele und verlor fünf. Damit verpasste er den Einzug in die Hauptrunde und landete auf Platz 41. 1992 in Barcelona belegte er im Einzel nach einem Sieg und zwei Niederlagen Platz 33. Das Doppel mit Jim Butler blieb sieglos und verlor dreimal und kam damit auf den geteilten letzten Platz 25.
Nach dem Ende seiner aktiven Laufbahn wirkte Sean O’Neill als Trainer. So betreute er die amerikanischen Teilnehmer der Paralympischen Spiele 2004, 2008 und 2012.
2007 wurde Sean O’Neill in die US-Hall of Fame aufgenommen.

## Spielergebnisse bei den Olympischen Spielen
- Olympische Spiele 1988 Einzel in Vorgruppe A[2]
  - Siege: Lotfi Joudi (Tunesien), Carlos Kawai (Brasilien)
  - Niederlagen: Jean-Philippe Gatien (Frankreich), Alan Cooke (Großbritannien), Jean-Michel Saive (Belgien), Jiang Jialiang (China), Tibor Klampár (Ungarn)
- Olympische Spiele 1992 Einzel in Vorgruppe J[3]
  - Siege: Santiago Roque (Kuba)
  - Niederlagen: Lo Chuen Tsung (Hongkong), Yu Nam-gyu (Südkorea)
- Olympische Spiele 1992 Doppel mit Jim Butler in Vorgruppe F[4]
  - Siege: -
  - Niederlagen: Andrei Masunow/Dmitri Masunow EUN, Kim Jin-myong/Kim Song-hui (Nordkorea), José María Pales/Roberto Casares (Spanien)

## Turnierergebnisse
| Verband | Veranstaltung                   | Jahr | Ort                    | Einzel        | Doppel       | Mixed      | Team   |
| ------- | ------------------------------- | ---- | ---------------------- | ------------- | ------------ | ---------- | ------ |
| USA     | Nordamerikanische Meisterschaft | 1992 | Ste Hyacinthe          |               | Silber       |            |        |
| USA     | Nordamerikanische Meisterschaft | 1993 | Augusta                | Halbfinale    |              |            |        |
| USA     | Nordamerikanische Meisterschaft | 1994 | Laval                  | Viertelfinale |              |            | Silber |
| USA     | Olympische Spiele               | 1988 | Seoul                  | Rd 1          | keine Teiln. |            |        |
| USA     | Olympische Spiele               | 1992 | Barcelona              | Rd 1          | Rd 1         |            |        |
| USA     | Panamerikanische Spiele         | 1983 | Caracas                |               | Halbfinale   | Gold       |        |
| USA     | Panamerikanische Spiele         | 1987 | Indianapolis           | Silber        |              | Silber     | Silber |
| USA     | Panamerikanische Spiele         | 1991 | Havanna                | Viertelfinale |              | Gold       | Silber |
| USA     | Panamerikanische Spiele         | 1995 | Mar del Plata          |               |              |            | Silber |
| USA     | World Cup                       | 1992 | Ho-Chi-Minh-Stadt      | 9–12          |              |            |        |
| USA     | World Doubles Cup               | 1990 | Seoul                  |               | 13           |            |        |
| USA     | WTC-World Team Cup              | 1990 | Hokkaido, Aomori, Niig |               |              |            | 13     |
| USA     | WTC-World Team Cup              | 1991 | Barcelona              |               |              |            | 13     |
| USA     | Weltmeisterschaft               | 1985 | Götheborg              | letzte 128    | Qual.        | letzte 64  | 14     |
| USA     | Weltmeisterschaft               | 1987 | Neu-Delhi              | letzte 128    | letzte 64    | letzte 128 | 26     |
| USA     | Weltmeisterschaft               | 1989 | Dortmund               | letzte 128    | letzte 32    | letzte 64  | 20     |
| USA     | Weltmeisterschaft               | 1991 | Chiba City             | Qual.         | letzte 64    | letzte 128 | 15     |
| USA     | Weltmeisterschaft               | 1993 | Götheborg              | letzte 128    | Qual.        | letzte 128 | 20     |